# Gene Simmons (album)
Gene Simmons è un album solista pubblicato il 18 settembre 1978 da Gene Simmons, bassista del gruppo hard rock statunitense Kiss. L'album faceva parte di un progetto commerciale intrapreso dai Kiss in cui ogni membro del gruppo avrebbe pubblicato simultaneamente un album solista.

## Il disco
In questo album Gene Simmons si cimenta con alcuni tipi di musica che non suona abitualmente con il gruppo. L'album contiene inoltre una riregistrazione della canzone See You in Your Dreams (presente nell'album Rock and Roll Over), e una cover della canzone When You Wish Upon a Star, presente nella colonna sonora del film Disney Pinocchio.
Alle registrazioni dell'album hanno collaborato diversi musicisti noti nel panorama musicale o che all'epoca erano all'apice del loro successo commerciale: è il caso di Donna Summer, Cher (allora fidanzata di Simmons) e Bob Seger, impiegati in alcuni brani come coristi, o di Joe Perry e Rick Nielsen. Joe e Rick erano chitarristi rispettivamente degli Aerosmith e dei Cheap Trick. L'album fu il più venduto dei quattro album solisti, assieme a quello di Ace Frehley: raggiunse infatti la ventiduesima posizione nella classifica statunitense secondo Billboard, e fu premiato con il disco di platino.
Giuliano Palma ha reinterpretato due canzoni di questo album, See You Tonite (inclusa nel suo primo cd The Album del 1999) e Mr. Make Believe (inclusa in Boogaloo del 2007).

## Tracce
Tutti i brani sono stati composti da Gene Simmons, eccetto dove indicato:
1. Radioactive - 3:50
2. Burning Up with Fever - 4:19
3. See You Tonight - 2:30
4. Tunnel of Love - 3:49
5. True Confessions - 3:30
6. Living in Sin (Simmons, Sean Delaney, Howard Marks) - 3:50
7. Always Near You/Nowhere to Hide - 4:12
8. Man of 1,000 Faces - 3:16
9. Mr. Make Believe - 4:00
10. See You in Your Dreams - 2:48
11. When You Wish Upon a Star (Ned Washington, Leigh Harline) - 2:44

## Formazione

### Formazione fissa
- Gene Simmons - chitarra acustica, chitarra elettrica, voce
- Elliott Randall - chitarra
- Eric Troyer - tastiera
- Neil Jason - basso
- Allan Schwartzberg - batteria

### Ospiti
- Jeff Baxter - chitarra
- Cher - voce secondaria
- Sean Delaney - percussioni, voce secondaria
- Michael Des Barres - voce secondaria
- Fran Eisenberg - voce secondaria
- Ron Frangipane - arrangiamenti per When You Wish Upon a Star
- Richard Gerstein - percussioni, pianoforte
- Diva Gray - voce secondaria
- Gordon Grody - voce secondaria
- Shane Howell - chitarra
- Janis Ian - voce secondaria
- Steve Lacey - chitarra
- Rick Nelson - chitarra
- Rick Nielsen - chitarra solista in See You in Your Dreams
- Joe Perry - chitarra solista in Radioactive
- Richie Ranno - chitarra
- Carolyn Ray - voce secondaria
- Helen Reddy - voce secondaria
- Katey Sagal - voce secondaria
- Bob Seger - voce secondaria
- Donna Summer - voce secondaria